# Paraprotella saltatrix
Paraprotella saltatrix is een vlokreeftensoort uit de familie van de Caprellidae. De wetenschappelijke naam van de soort is voor het eerst geldig gepubliceerd in 2002 door Takeuchi & Guerra-García.